# Route nationale 23b
La route nationale 23B ou RN 23B était une route nationale française reliant Nantes à l'aéroport de Nantes-Atlantique.
À la suite de la réforme de 1972, elle a été déclassée en RD 823.

## Ancien tracé de Nantes à l'aéroport Nantes Atlantique (D 823)
- Nantes
- Rezé
- Aéroport de Nantes-Atlantique